# Асида (река)
Асида (яп. 芦田川 асидагава) — река в Японии, протекающая по территории префектуры Хиросима. Символ бывшей провинции Бинго.

## Характеристика
Длина реки Асида составляет 86 км. Общая площадь бассейна — 870 км².
Река Асида протекает через города Сера, Футю Фукуяма и Михара. Она впадает в залив Хиути, так называемый «залив Бинго», во Внутреннем Японском море.
Начиная с 1960-х годов река Асида страдала от загрязнения воды, особенно в нижнем течении, что было вызвано разрастанием города Фукуяма и отсутствием канализации. Проблема загрязнения остаётся нерешённой.